# تاكايوكي تاكاياسو
تاكايوكي تاكاياسو (باليابانية: 高安 孝幸) (مواليد 25 سبتمبر 2001) هو لاعب كرة قدم ياباني.

## وصلات خارجية
- تاكايوكي تاكاياسو على موقع رابطة كرة القدم اليابانية للمحترفين (اليابانية)
- تاكايوكي تاكاياسو على موقع قاعدة بيانات كرة القدم.إي يو (الإنجليزية)
- تاكايوكي تاكاياسو على موقع Soccerway.com (الإنجليزية)
- تاكايوكي تاكاياسو على موقع عالم كرة القدم.نت (الإنجليزية)